# VH1 Storytellers - The Doors: A Celebration
VH1 Storytellers - The Doors: A Celebration è un DVD tributo al gruppo di Jim Morrison, con artisti come Perry Farrell, Ian Astbury, Scott Stapp, ecc. che omaggiano la musica dei Doors nel trentesimo anniversario dalla scomparsa del loro leader.

## Tracce
1. L.A. Woman (excerpt) - Perry Farrell dei Jane's Addiction
2. Love Me Two Times - Pat Monahan dei Train
3. Alabama Song - Ian Astbury dei The Cult
4. Back Door Man - Ian Astbury dei The Cult
5. The End - Travis Meeks dei Days Of The New
6. Break on Through (To the Other Side) - Scott Weiland degli Stone Temple Pilots
7. Five to One - Scott Weiland degli Stone Temple Pilots
8. Light My Fire - Scott Stapp dei Creed
9. Roadhouse Blues - Scott Stapp dei Creed
10. Wild Child - Ian Astbury dei The Cult (Bonus Track)
11. Riders on the Storm - Scott Stapp dei Creed (Bonus Track)

## Formazione
- Perry Farrell – Pat Monahan - Ian Astbury - Travis Meeks - Scott Weiland - Scott Stapp - voce
- Ray Manzarek – organo, pianoforte, tastiera, basso
- John Densmore – batteria
- Robby Krieger – chitarra